# A Hard Road
A Hard Road è il terzo album di John Mayall and The Bluesbreakers, pubblicato dalla Decca Records nel febbraio del 1967. Il disco fu registrato l'11, 12, 19 e 24 ottobre e l'11 novembre del 1966 al West Hampstead Studios di Londra (Inghilterra).

## Tracce
Brani composti da John Mayall, tranne dove indicato
Lato A
1. A Hard Road – 3:00
2. It's Over – 2:46
3. You Don't Love Me – 2:45 (Willie Cobbs)
4. The Stumble – 2:48 (Freddie King, Sonny Thompson)
5. Another Kinda Love – 2:56
6. Hit the Highway – 2:12
7. Leaping Christine – 2:20

Lato B
1. Dust My Blues – 2:44 (Elmore James)
2. There's Always Work – 1:30
3. The Same Way – 2:07 (Peter Green)
4. The Supernatural – 2:50 (Peter Green)
5. Top of the Hill – 2:36
6. Someday After a While (You'll Be Sorry) – 2:56 (Freddie King)
7. Living Alone – 2:21

Edizione CD del 2006, pubblicato dalla Decca Records 984 222-5
1. A Hard Road – 3:10 (J. Mayall)
2. It's Over – 2:47 (J. Mayall)
3. You Don't Love Me – 2:40 (Willie Cobbs)
4. The Stumble – 2:50 (Freddie King, Sonny Thompson)
5. Another Kinda Love – 3:06 (J. Mayall)
6. Hit the Highway – 2:10 (J. Mayall)
7. Leaping Christine – 2:18 (J. Mayall)
8. Dust My Blues – 2:43 (Joe Bihari, Elmore James)
9. There's Always Work – 1:38 (J. Mayall)
10. The Same Way – 2:07 (Peter Green)
11. The Super-Natural – 2:57 (Peter Green)
12. Top of the Hill – 2:34 (J. Mayall)
13. Some Day After Awhile (You'll Be Sorry) – 2:57 (Freddie King, Sonny Thompson)
14. Living Alone – 2:20 (J. Mayall)
15. Looking Back – 2:36 (Johnny Guitar Watson) – Bonus Track
16. So Many Roads – 4:42 (Marshall Paul) – Bonus Track
17. Mama, Talk to Your Daughter – 2:40 (Alex Atkins, J.B. Lenoir) – Bonus Track
18. Alabama Blues – 2:29 (J.B. Lenoir) – Bonus Track
19. All My Live – 4:22 (Jimmy Lee Robinson) – Bonus Track
20. Ridin' on the L&N – 2:24 (Lionel Hampton, James Sims) – Bonus Track
21. Eagle Eye – 2:49 (J. Mayall) – Bonus Track
22. Little by Little – 2:44 (Junior Wells) – Bonus Track
23. Sitting in the Rain – 2:56 (J. Mayall) – Bonus Track
24. Out of Reach – 4:42 (Peter Green) – Bonus Track
25. No More Tears – 2:19 (J. Mayall) – Bonus Track
26. Ridin' on the L&N – 2:19 (Lionel Hampton, James Sims) – Bonus Track
27. Sitting in the Rain – 2:53 (J. Mayall) – Bonus Track
28. Leaping Christine – 1:55 (J. Mayall) – Bonus Track

- Brani dal nr. 1 al nr. 14 LP originale A Hard Road pubblicato nel febbraio del 1967 su Decca Records (LK / SKL 4853)
- Brani bonus nr. 15 e nr. 16 realizzato come singolo rispettivamente facciata A e B nell'ottobre 1966 su Decca Records (F 12506)
- Brani bonus nr. 17 e nr. 18 registrati il 19 ottobre 1966 al Decca Studios di West Hampstead di Londra e pubblicati solo nella raccolta Thru the Years ottobre 1971 (Decca SKL 5086)
- Brani bonus nr. 19, 20, 21 e 22 pubblicati nel gennaio 1967 nell'EP John Mayall's Bluesbreakers (Decca DFE 8673)
- Brani bonus nr. 23 e nr. 24 realizzato come singolo rispettivamente facciata A e B nel gennaio 1967 su Decca Records (F 12545)
- Brani bonus nr. 25, 26, 27 e 28 registrati il 23 gennaio 1967 nel programma della BBC Saturday Club

## Formazione
- John Mayall - organo, pianoforte, voce, chitarra a cinque corde (brani: B1 e B5), chitarra a nove corde (brani: B3 e B7), armonica (brani: A1, A3, A7, B2 e B7)
- Peter Green - chitarra solista, voce solista (brani: A3 e B3)
- John McVie - basso
- Aynsley Dunbar - batteria